# Alfredo Pallone
Alfredo Pallone (Frosinone, 13 settembre 1947) è un politico italiano, deputato europeo nel 2009.

## L'attività in Italia
Laureato in Sociologia presso l'Università di Roma "La Sapienza", con specializzazione in Management pubblico, sanitario e dei servizi. 
Nel 1985, diventa presidente dell'Ente provinciale per il turismo di Frosinone, per poi diventare vice sindaco di Frosinone (assessore per gli Affari generali). 
Dal 2000 al 2010, è consigliere della regione Lazio per Forza Italia prima e Popolo della Libertà poi (presidente del Gruppo F.I. dal 2006 al 2009 e dopo la nascita ufficiale del PdL confermato alla guida del Gruppo omonimo). 
Nel 2008 è coordinatore regionale del Lazio per Forza Italia. 
Dal 2009 Vice Coordinatore Vicario del PDL del Lazio.
In Consiglio Regionale, ha presentato importanti proposte di legge, poi divenute legislazione regionale: istituzione dell'Agenzia Regionale trapianti d'organo e patologie connesse; istituzione del servizio gratuito di tele-assistenza e di tele-soccorso sanitari per gli anziani, per i disabili portatori di handicap grave e per gli ammalati cronici non ospedalizzati; misure a sostegno della genitorialità (bonus bebè – assegno di 500 euro per ogni figlio nato nel 2008); utilizzazione della tecnologia innovativa per le unità di soccorso in acqua.

## L'attività in Europa
Dal 2009, Alfredo Pallone è Membro della Commissione Affari economici e Monetari  al Parlamento europeo e Portavoce dei Deputati PDL al Parlamento europeo.
Nel corso della sua attività di europarlamentare, è stato nominato Relatore Ombra per la Direttiva in merito ai contratti di credito relativi ad immobili residenziali.
Con gli emendamenti dell'eurodeputato Alfredo Pallone è stato sancito il diritto del consumatore alla risoluzione anticipata garantendo agli istituti di credito il diritto ad un indennizzo per i potenziali costi connessi al fine di evitare che la banca spalmi questi costi ai clienti restanti. 
È stata, inoltre, meglio disciplinata la valutazione del merito creditizio e, in ultimo, è stato inserito il periodo di riflessione considerato come un momento prima della firma del contratto o come un diritto di recesso o entrambi a seconda degli ordinamenti preesistenti negli stati membri..
All'interno della Direttiva sui requisiti di capitale per la trasposizione delle regole di Basilea 3, l'On. Pallone si è distinto per aver inserito un emendamento a forte sostegno delle PMI, il cosiddetto PMI Supporting Factor . Trattasi di un fattore di sconto da applicare ai portafogli crediti delle PMI al fine di ridurre la quantità di capitale che le banche devono accantonare a fronte di crediti erogati alle PMI. Ciò consente agli istituti di credito di recuperare liquidità, limitando così i temuti effetti restrittivi nell'erogazione del credito alle PMI. Sempre all'interno della stessa Direttiva, Alfredo Pallone ha portato avanti l'emendamento sui filtri prudenziali che permette di escludere dal calcolo della quantità di capitale che le banche devono accantonare a fronte del loro patrimonio, i titoli sovrani che sono detenuti nei portafogli delle banche senza alcun scopo di transazione.
L'On. Pallone è stato Relatore per il Report Una nuova strategia per la politica dei consumatori. Nel definire una nuova strategia per i consumatori, l'obiettivo dell'On. Pallone è stato quello di garantire una maggiore e migliore responsabilizzazione dei consumatori per permettere a questi di beneficiare il più possibile dei benefici del mercato interno.
Alfredo Pallone è stato nominato Relatore per il Gruppo del Partito Popolare Europeo per i Paper tematici: L'impatto sociale della crisi e le prospettive per la ripresa e Gli squilibri globali e la governance globale all'interno della Commissione CRIS, la Commissione speciale che è stata istituita al Parlamento Europeo a seguito della crisi finanziariadel 2008, per la definizione della nuova governance economica europea  .
Nondimeno, Alfredo Pallone ha presentato diversi emendamenti al Sick pack  e al Meccanismo di Crisi Permanente per la Salvaguardia della Stabilità Finanziaria della Zona Euro.
L'on Pallone ha, inoltre, fornito un contributo importante al dossier che indagava la possibilità di una mutualizzazione del debito attraverso gli Eurobonds e al piano Verso una autentica Unione Economica e Monetaria  che individua i passi necessari da intraprendere per il completamento dell'UEM.
Tra gli altri lavori dell'On. Pallone in Commissione ECON al Parlamento Europeo si annoverano: OMNIBUS II (Solvency II) , Mifid , Schemi di Garanzia dei Depositi , Agenzie di rating, Derivati, Short selling e Energy taxation.
Il 16 novembre 2013, con la sospensione delle attività del Popolo della Libertà, aderisce al Nuovo Centrodestra guidato da Angelino Alfano.

## I lavori recenti
Recentemente l'On. Pallone è stato Relatore del Report sullo Stato delle Finanze pubbliche nell'UEM per il 2011 e per 2012 . Il Report, accolto con grande maggioranza dal Parlamento europeo, ha sottolineato l'importanza di continuare il consolidamento fiscale, ma ha insistito sulla necessità di accompagnare gli sforzi del risanamento con misure e riforme strutturali per rilanciare la crescita economica europea. Gli aggiustamenti di bilancio, se non accompagnati da misure per il rilancio dell'economia, rischiano di innescare un circolo vizioso negativo dove elevati debiti ed elevata tassazione si rincorrono. In ultimo, il Report invita gli stati membri a tagliare tutte le spese improduttive e gli sprechi in tutti i diversi livelli di governo .
Infine, l'On Pallone ha contribuito a diversi Report in Commissione ECON, tra questi:  Unione Bancaria  Strumenti di Risanamento e Risoluzione delle Crisi Bancarie , Intermediazione assicurativa , Documenti contenenti le informazioni chiave per i prodotti di investimento , Tassa sulle Transazioni finanziarie , Riforma del sistema bancario europeo  e Lotta a Frode Fiscale, evasione fiscale e paradisi fiscali.
Nel luglio 2013, l'On. Pallone è stato nominato Relatore Ombra per il PPE per il Report sugli Investimenti di lungo periodo al fine di promuovere l'offerta di finanziamenti a lungo termine per rilanciare la crescita economica nell'UE